# Ева Грін
Єва Гаель Грін (фр. Eva Gaëlle Green; фр. вимова: [eva gaɛl gʁeːn]; нар. 6 липня 1980, Париж, Франція) — французька кіно- та театральна акторка, модель, композиторка. Донька акторки Марлен Жобер.

## Життєпис
Мати — французька акторка, співачка і письменниця Марлен Жобер, походить з сефардських євреїв Алжиру. Батько — стоматолог Вальтер Ґрін (прізвище при народженні швед. Gren), напів швед, напів француз, знявся у фільмі «Au hasard Balthazar» (1966). Ева має близнючку Джой Ґрін. Її дядько — кінооператор Крістіан Берґер, тітка — акторка Маріка Ґрін.
Ева Ґрін навчалась в американському університеті в Парижі, у класі вивчення англійської мови. У 17 років покинула Францію, щоб вивчити англійську в Рамсгейті, графство Кент, а потім повернулася до Парижа, де продовжила навчання в американській школі. У період з 1997 по 2000 рік навчалась і в інших європейських та американських університетах на курсах акторського мистецтва та режисури (Школа Святого Павла в Парижі, Академія драматичного мистецтва Вебер Даглас у Лондоні, Школа мистецтв Тиш при Нью-Йоркському університеті).

## Кар'єра

### Театр
Першими акторськими пробами були незначні ролі в театральних постановках (за одну з них, у виставі «La Jalousie en Trois Fax» (2001), Ґрін була номінована на премію Мольєра і «Turcaret», 2002). В театрі Ґрін помічена режисером Бернардо Бертолуччі й отримує пропозицію знятись у фільмі «Мрійники».

### Кіно
Після стрічки «Мрійники» Ґрін знялась ще в одній французькій картині «Пригоди Арсена Люпена» Жана-Поля Саломе, втіливши Кларису, коханку Люпена. Після цього її запросили до Голлівуду.
В американському кіно Ґрін дебютувала в масштабній історичній постановці Рідлі Скотта «Царство небесне» роллю єрусалимської принцеси Сибілли, де працювала з Орландо Блумом. Ґрін була кандидаткою на роль у фільм «Чорна орхідея» Браяна де Пальми, проте вона відмовилась від цього фільму.
У наступному фільмі «Казино Рояль» Ґрін втілила Веспер Лінд — дівчину Бонда. Акторська робота Грін була добре прийнята: Entertainment weekly назвав її четвертою «найкращою дівчиною Бонда всіх часів», а IGN «найкращою фатальною жінкою». За роль Веспер вона 2007 року була відзначена премією «Empire» і номінувалась на «Сатурн». Того ж року на церемонії вручення «BAFTA» вона виграла нагороду в категорії «Висхідна зірка» за творчі досягнення впродовж усього року.
У вересні 2007 року в Лондоні розпочалась робота над екранізацією першої частини популярної серії книг «Темні матерії» Філіпа Пулмана — фантастичної казки «Золотий компас». Ева Ґрін зіграла королеву відьом Серафіну Пеккалу.
У 2009 році Ева Ґрін з'явилася у фільмі «Франклін» у ролі Емілії, дівчини з роздвоєнням особистості. Того ж року вона знялася в незалежному фільмі «Тріщини», де втілила викладачку Міс Джі, яка виховує шістьох дівчаток у школі-інтернаті.
У 2011 році Ґрін працювала в телесеріалі «Камелот» в образі феї Морґани. Грін заявила: «Це така культова історія, і у вас є 10 епізодів, щоб дослідити персонажа. Це не роль подружки, яку можна зіграти в кіно. Це справді сміливий персонаж. Вона має характер». Того ж року втілила відьму Анжеліку Бушар у трагікомедії «Похмурі тіні», працюючи з Джонні Деппом, та ексцентричну виховательку дитбудинку Альму Лефлей Сапсан у фільмі «Дім дивних дітей міс Сапсан». Грін підписала контракт з United Talent Agency в США, залишаючись представленою Tavistock Wood у Великобританії.
У 2014 році вона зіграла Артемісію в фільму, «300 спартанців: Відродження імперії», за що отримала схвальні відгуки критиків. Рафер Гузман у своїй рецензії для Newsday зазначив: «Єдиною яскравою постаттю є Ева Грін у ролі інтриганки Ксеркса, Артемісії, войовничої принцеси з очима єнота... Грін грає люту, ненаситну, самоненависницю-фатальну жінку і повністю затьмарює всіх інших».  Стефані Зачарек написала в The Village Voice, що «Повстання імперії» могло б бути в основному таким самим, як і попередня частина, якби не одна відмінність, яка робить його в 300 разів кращим за попередника: прості смертні з Афін, Спарти та всіх міст від Мумбаї до Міннеаполіса, погляньте на чудову Еву Грін і тремтіть!
З травня 2014 по 2016 рік Грін зіграла роль Ванесси Айвс у драматичному серіалі жахів «Бульварні жахіття» на каналі Showtime.  Її гра отримала широке визнання критиків, а Ерік Діаз з Nerdist написав: «Ева Грін у ролі Ванесси Айвс — це справжній майстер-клас акторської майстерності, і, сподіваємося, цього разу хтось нарешті дасть їй цю кляту премію «Еммі».  The A.V. Club описав Грін, як «безстрашну актрису, яка не має часу на банальні турботи про марнославство або те, що дехто може вважати надмірним».  За свою гру вона отримала номінацію на премію «Найкраща актриса в телесеріалі — драма» на 73-й церемонії вручення премії «Золотий глобус». У 2014 році вона зіграла головну роль Ави Лорд, злочинної фатальної жінки у фільму «Місто гріхів 2: Жінка, заради якої варто вбивати».
У 2016 році Грін знову об'єдналася з Тімом Бертоном у фільмі «Дім дивних дітей міс Перегрін», знятому за мотивами роману Ренсом Ріґґза 2011 року.  Грін знову співпрацювала з Бертоном у фільмі Disney 2019 року «Дамбо», де зіграла разом з Коліном Фарреллом і Майклом Кітоном. У 2018 році вона була призначена кавалером Ордена мистецтв і літератури, почесної нагороди, що присуджується французьким урядом.
У 2019 році вона зіграла головну роль у французькій драматичній стрічці «Проксима» режисера Аліс Вінокур. Гра Грін у фільмі отримала схвальні відгуки критиків, і вона була номінована на премію «Сезар» за найкращу жіночу роль. У 2020 році вона зіграла Лідію Веллс у мінісеріалі BBC One «Світила», знятому за мотивами роману Елеонор Каттон 2013 року.

### Моделінг

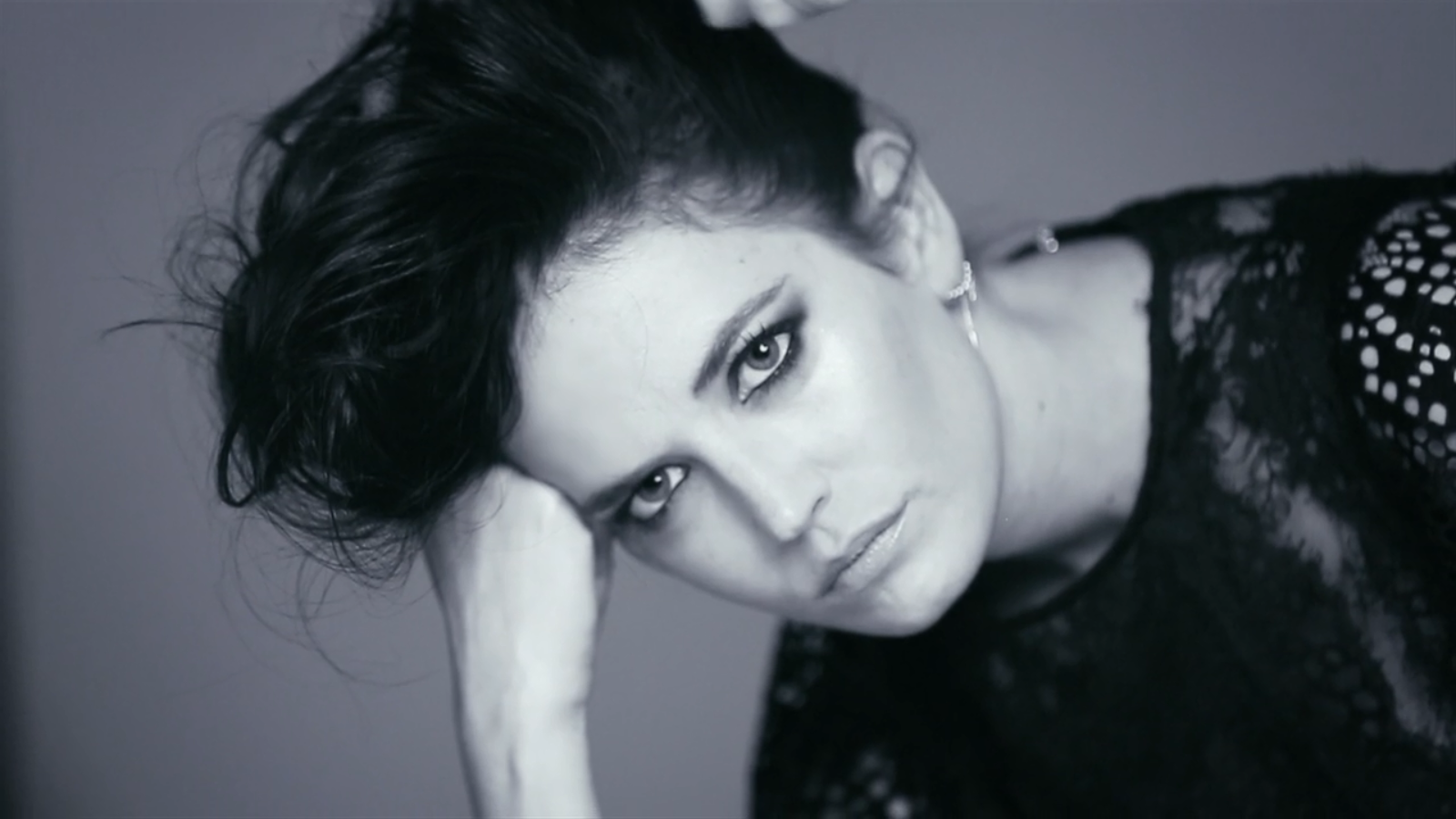
Єва Грін в зйомках для L'Oréal

У модельній діяльності Ева Ґрін співпрацювала з такими фірмами, як «Lancôme», «Giorgio Armani» і «Christian Dior». Її можна побачити у відеорекламах пива «Heineken», парфумів «Midnight Poison». Вона з'явилася на обкладинках численних журналів, зокрема «L'Officiel», «MAX», «GQ», «Vogue».

## Підтримка України
4 березня 2023 року Ева через UNITED24 звернулась до українського народу зі словами підтримки.

## Фільмографія
| Рік       |   | Українська назва                    | Оригінальна назва                           | Роль                   |
| --------- | - | ----------------------------------- | ------------------------------------------- | ---------------------- |
| 2001      | ф | Піаністка                           | La Pianiste                                 | подруга Вальтера       |
| 2003      | ф | Мрійники                            | The Dreamers                                | Ізабель                |
| 2004      | ф | Пригоди Арсена Люпена               | Arsène Lupin                                | Кларисса               |
| 2005      | ф | Царство небесне                     | Kingdom of Heaven                           | Сибіла                 |
| 2006      | ф | Казино «Рояль»                      | Casino Royale                               | Веспер Лінд            |
| 2007      | ф | Золотий компас                      | The Golden Compass                          | Серафіна Пеккала       |
| 2008      | ф | Франклін                            | Franklyn                                    | Емілія Брайант / Саллі |
| 2009      | ф | Тріщини                             | Cracks                                      | Міс Джі                |
| 2010      | ф | Черево                              | Womb                                        | Ребека                 |
| 2011      | ф | Останнє кохання на Землі            | Perfect Sense                               | Сюзан                  |
| 2011      | с | Камелот                             | Camelot                                     | Морґана (10 серій)     |
| 2012      | ф | Похмурі тіні                        | Dark Shadows                                | Анжеліка Бушар         |
| 2014      | ф | Білий птах в заметілі               | White Bird in a Blizzard                    | Єва Коннорс            |
| 2014      | ф | 300 спартанців: Відродження імперії | 300: Rise of an Empire                      | Артемісія I            |
| 2014—2016 | с | Бульварні жахіття                   | Penny Dreadful                              | Ванеса Айвз (3 сезони) |
| 2014      | ф | Порятунок                           | The Salvation                               | Маделін                |
| 2014      | ф | Місто гріхів 2                      | Sin City: A Dame to Kill For                | Ева Лорд               |
| 2016      | ф | Дім дивних дітей міс Сапсан         | Miss Peregrine's Home for Peculiar Children | міс Сапсан             |
| 2017      | ф | Засновано на реальних подіях        | You Were Never Really Here                  | Елль                   |
| 2017      | ф | Ейфорія                             | Euphoria                                    | Емілі                  |
| 2019      | ф | Дамбо                               | Dumbo                                       | Колетт Маршант         |
| 2019      | ф | Проксіма                            | Proxima                                     | Сара                   |
| 2020      | с | Світила                             | The Luminaries                              | Лідія Веллс (6 серій)  |
| 2022      | ф | Ноцебо                              | Nocebo                                      | Крістін                |
| 2023      | с | Зв'язок                             | Liaison                                     | Елісон Роуді (6 серій) |
| 2023      | ф | Три мушкетери: Д’Артаньян           | Les Trois Mousquetaires : D'Artagnan        | міледі Вінтер          |
| 2023      | ф | Три мушкетери: Міледі               | Les Trois Mousquetaires: Milady             | міледі Вінтер          |
| 2024      | ф | Брудні янголи                       | Dirty Angels                                | Джейк                  |